# Basset bleu de Gascogne
Pour les articles homonymes, voir Bleu de Gascogne, Basset et Basset (chien).
Le basset bleu de Gascogne est une race de chien de chasse originaire de France. C'est un chien courant de type basset, fortement charpenté, à la robe bleue ardoisé marquée de taches noires et feu. C'est à l'origine un chien de chasse, bien qu'il soit à présent utilisé plus fréquemment comme chien de compagnie.

## Historique

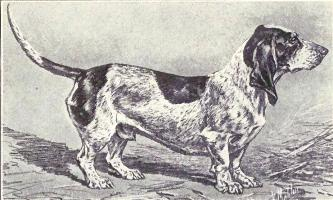
Basset bleu de Gascogne en 1915.

Tous les chiens bleus de Gascogne sont issus de croisements d'anciens chiens courants français dont le chien de Saint-Hubert. Le grand bleu de Gascogne est cependant considéré comme le précurseur des autres races bleues de Gascogne. Le basset bleu de Gascogne existe depuis très longtemps dans le midi de la France et notamment en Gascogne et dans le Béarn.
Les origines exactes de la race sont débattues. Il serait le résultat d'une mutation du grand bleu de Gascogne, ou, selon une seconde hypothèse, il proviendrait du croisement entre des bassets saintongeois et des bleus de Gascogne[réf. nécessaire].
La race est identifiée clairement vers la fin du XIXe siècle et un premier standard est rédigé en 1919. Après la Seconde Guerre mondiale, elle se fait très rare, et redevient plus courante après 1980[réf. nécessaire].

## Standard

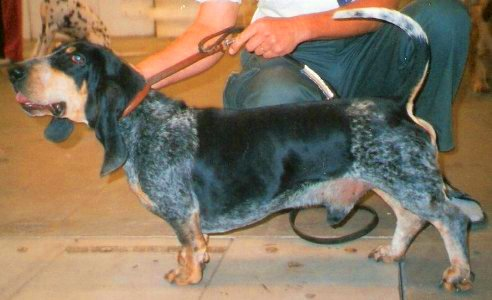
Un basset bleu de Gascogne.

Le basset bleu de Gascogne est un chien courant de petite taille, de type basset, de construction puissante et corpulente sans lourdeur. La queue forte à l'attache est portée en lame de sabre. Elle est parfois un peu espiée. Au repos, l'extrémité atteint tout juste le sol. La tête très typée rappelle sa proche parenté avec le grand bleu de Gascogne. Le crâne est de moyenne largeur avec une bosse occipitale peu marquée, un chanfrein long et légèrement busqué. L'oreille est fine, longue, papillotée et attachée très bas. Elle se termine en pointe. Les yeux sont brun foncé.
Le poil est court, gros et serré. La robe à mouchetures blanches et noires est marquée de taches noires d'aspect « bleu ardoisé ».  Deux taches noires sont généralement placées de chaque côté de la tête et couvrent les oreilles et le pourtour des yeux. Ces taches ne se rejoignent pas sur le sommet du crâne : une petite tache noire ovale se trouve fréquemment dans l'intervalle blanc. Deux marques feu plus ou moins vives sont placées au-dessus de l’arcade sourcilière. Des traces feu sont présentes aux joues, aux babines, à la face interne de l’oreille, aux membres et sous la queue.

## Caractère

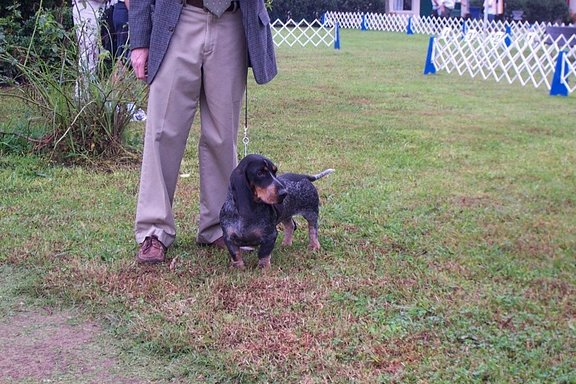
Le basset bleu de Gascogne est considéré comme docile et obéissant.

Le basset bleu de Gascogne est décrit dans le standard de la Fédération cynologique internationale comme un chien actif et leste, affectueux et gai. Les bleus de Gascogne en général sont considérés comme dociles et très attachés à leur maître, très doux avec les enfants et sociables avec les autres chiens. Il peut vivre en appartement, mais il faudra alors l'y habituer dès son plus jeune âge et lui permettre des sorties fréquentes. Considérée comme intelligente et sensible, la race est facile à éduquer. De plus, un dressage ferme est nécessaire, car tout le monde n'appréciera pas forcément sa voix[réf. nécessaire].

## Utilité
Le basset bleu de Gascogne est un chien de chasse, doté d'une belle voix et d'un bon flair. Appliquée et obéissante, c'est une race pour la chasse à tir. Peu rapide, il peut cependant accéder à différents types de terrains, tant que ce n'est pas trop escarpé. On peut chasser avec lui seul ou en meute, car il tolère très bien ses congénères. Il convient à différents types de gibiers mais sa spécialité est le lapin de garenne ou le lièvre.[réf. nécessaire]
Le basset bleu de Gascogne est à présent plus utilisé comme chien de compagnie que comme chien de chasse. Il demande cependant beaucoup d'exercice physique et l'accès à de grands espaces,.